# 进安回族乡
进安回族乡，是中华人民共和国四川省阿坝藏族羌族自治州松潘县曾经下辖的一个民族乡。2019年12月，撤销进安回族乡，将原进安回族乡所属行政区域划归进安镇管辖。

## 行政区划
进安回族乡撤销前下辖以下地区：
顺江第一村、顺江第二村、东裕村、外城村、窑沟村、窑坝村、仓坪村、西门顶村、大巴山村和羊裕屯村。